# Powiat de Żuromin
Pour les articles homonymes, voir Żuromin.
Le powiat de Żuromin (en polonais : powiat żuromiński) est un powiat (district) appartenant à la voïvodie de Mazovie dans le centre-est de la Pologne, créée en 1999 lors de la réforme administrative.
Elle est née le 1er janvier 1999, à la suite des réformes polonaises de gouvernement local passées en 1998. 
Son siège administratif du powiat est  la ville de Żuromin, qui se trouve à 121 kilomètres au nord-ouest de Varsovie, capitale de la Pologne. Il y a un autre ville dans le powiat qui est la ville de Bieżuń située à 13 kilomètres au sud de Żuromin.
Le district couvre une superficie de 805.01 kilomètres carrés. En 2006, sa population totale est de 40 078 habitants, avec une population pour la ville de Żuromin de 8 647 habitants, la ville de Bieżuń avec 1 874 habitants et une population rurale de 29 557 habitants.  

## Powiaty voisines
La Powiat de Wyszków est bordée des powiats de : 
- Działdowo au nord-est
- Mława à l'est
- Płońsk au sud-est
- Sierpc au sud-ouest
- Rypin et Brodnica  à l'ouest

## Division administrative
Le powiat comprend 6 communes :
| Gmina                | Type         | Superficie (km²) | Population (2006) | Siège          |
| Gmina Żuromin        | urbian-rural | 132.4            | 14,271            | Żuromin        |
| Gmina Lubowidz       | rural        | 190.8            | 7,339             | Lubowidz       |
| Gmina Bieżuń         | urbain-rural | 122.0            | 5,234             | Bieżuń         |
| Gmina Kuczbork-Osada | rural        | 121.6            | 5,036             | Kuczbork-Osada |
| Gmina Lutocin        | rural        | 126.0            | 4,631             | Lutocin        |
| Gmina Siemiątkowo    | rural        | 112.1            | 3,567             | Siemiątkowo    |

## Démographie
Données du 30 juin 2005 :
| Description | Total  | Total | Femmes | Femmes | Hommes | Hommes |
| ----------- | ------ | ----- | ------ | ------ | ------ | ------ |
| Unité       | Nombre | %     | Nombre | %      | Nombre | %      |
| Population  | 40 305 | 100   | 20 434 | 50,70  | 19 871 | 49,30  |
| Urbain      | 10 606 | 26,31 | 5 468  | 13,57  | 5 138  | 12,75  |
| Rural       | 29 699 | 73,69 | 14 966 | 37,13  | 14 733 | 36,55  |

## Histoire
De 1975 à 1998, les différents gminy du powiat actuelle appartenaient administrativement à la Voïvodie de Ciechanów.

La Powiat de Żuromin est créée le 1er janvier 1999, à la suite des réformes polonaises de gouvernement local passées en 1998 et est rattachée à la voïvodie de Mazovie.